# Chiesa di San Michele Arcangelo (Chiopris-Viscone)
La chiesa di San Michele Arcangelo è un edificio religioso di Chiopris, in provincia di Udine e arcidiocesi di Gorizia; fa parte del decanato di Visco ed è comparrocchiale della chiesa di San Zenone a Viscone.

## Storia
La prima menzione di una chiesa a Chiopris risale al 1296. Si sa inoltre che il 4 luglio 1395 la chiesa fu riconsacrata in seguito a una profanazione perpetrata probabilmente nel 1387.
Dalla relazione della visita effettuata dall'abate Bartolomeo da Porcia nel 1570 s'apprende che la chiesa era dotata di un campaniletto a vela e di quattro altari: il maggiore dedicato a San Michele Arcangelo, quello laterale di sinistra intitolato ai Santi Nicolò e Antonio abate, quelli laterali di destra dedicati ai Santi Rocco e Sebastiano, alla Santissima Trinità e ai Santi Bellino e Lorenzo.
Nel 1666 la chiesa subì, su impulso dell'allora parroco don Antonio de Senibus, un primo restauro e fu edificato il campanile. 

Nel 1843 la chiesa venne praticamente ricostruita per interessamento del pievano don Giuseppe Orlando: i lavori furono eseguiti dall'impresa di Antonio Martinis da Medea. Verso la metà del XIX secolo venne realizzato l'organo. Nel 1911 furono eseguiti gli affreschi dell'arco trionfale e del soffitto dal pittore Giulio Justolin. La chiesa fu consacrata nuovamente il 20 settembre 1925. Tra il 2001 ed il 2003 la parrocchiale necessitò di un nuovo intervento di restauro, che comportò il rifacimento della pavimentazione.

## Descrizione

### Interno
Opere di pregio conservate all'interno della chiesa sono una pala settecentesca raffigurante i Santi Francesco, Lorenzo, Bellino, l'altare maggiore, costruito da Leonardo Pacassi nel 1695 e ai lati del quale si trovano due statue raffiguranti i santi Sebastiano e Rocco, il cui scultore è ignoto, il ciborio, posto sopra il tabernacolo e realizzato nel 1845 dall'udinese Pietro Tonini, la pala raffigurante San Michele arcangelo che sconfigge Lucifero, dichiarata "modesta ma impegnativa", firmata dal francese ma palmarino d'adozione Pietro Bainville nel Cinquecento, la tela con i Santi Nicolò vescovo e Antonio abate, anch'essa opera di Bainville, e il quadro d'autore ignoto con la Beata Vergine Maria tra le nubi adorata dai santi Chiara e Domenico.